# 普霍夫區
49°7′30″N 18°19′49″E / 49.12500°N 18.33028°E

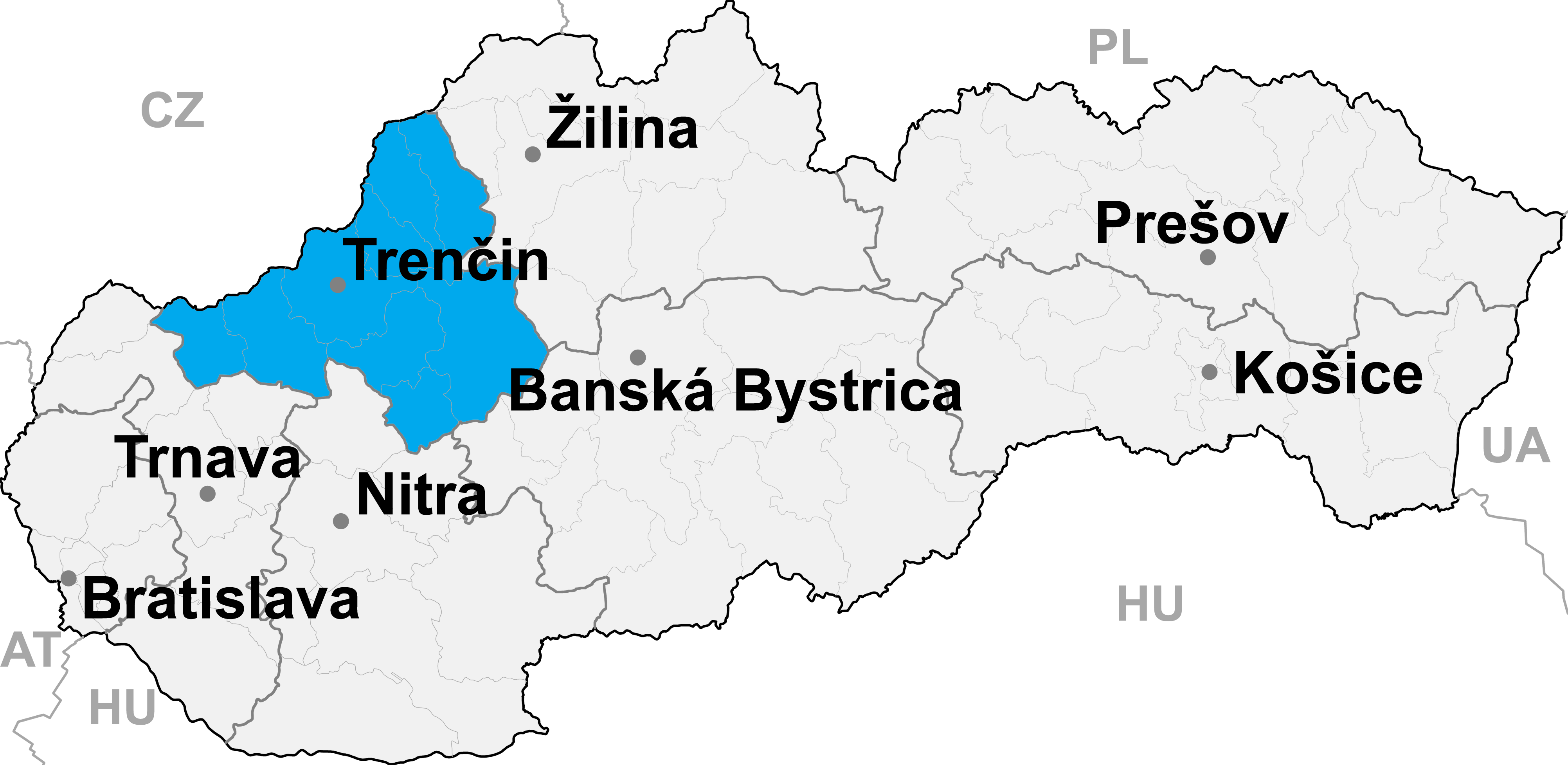

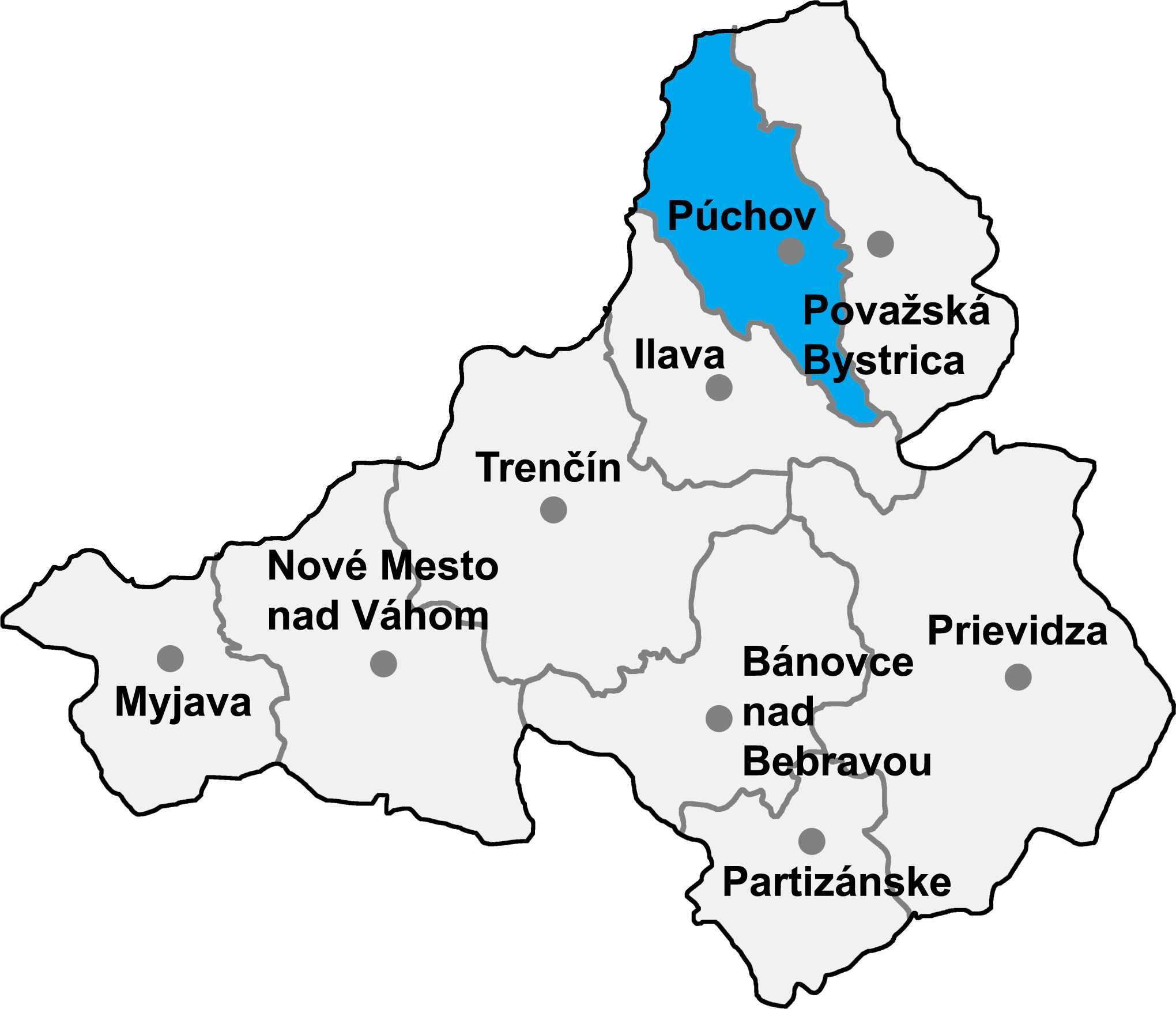

普霍夫區，是斯洛伐克的一個區，位於該國西部，由特倫欽州負責管轄，面積375平方公里，2008年該區人口45,523，人口密度為每平方公里120人。